# Rosenbach (Vogtland)
Rosenbach es un municipio situado en el distrito de Vogtland, en el estado federado de Sajonia (Alemania). Su población a finales de 2016 era de unos 4260 habitantes y su densidad poblacional, 63 hab/km².
Se encuentra junto a la frontera con el estado de Turingia.